# Pristimantis olivaceus
Pristimantis olivaceus är en groddjursart som först beskrevs av Köhler, Morales, Lötters, Reichle och James Aparicio 1998.  Pristimantis olivaceus ingår i släktet Pristimantis och familjen Strabomantidae. IUCN kategoriserar arten globalt som otillräckligt studerad. Inga underarter finns listade i Catalogue of Life.